# بچه‌های محله اسکس
بچه‌های محله اسکس یا پسران محله اسکس (به انگلیسی: Essex Boys) فیلمی محصول سال ۲۰۰۰ و به کارگردانی تری وینسور است. در این فیلم بازیگرانی همچون شان بین، راس مورگان، الکس کینگستون، چارلی کرید-میلز، تام ویلکینسون، مایکل مک‌کل و هالی دیویدسون ایفای نقش کرده‌اند.